# Nancy Reagan
Anne Frances Davis Reagan (tên thật Anne Frances Robbins, 6 tháng 7 năm 1921 – 6 tháng 3 năm 2016), là một người kinh doanh, nữ diễn viên và chính trị gia Mỹ. Với việc bà là người vợ của Tổng thống thứ 40 của Hoa Kỳ Ronald Reagan, bà là Đệ Nhất Phu nhân của Hoa Kỳ từ 20 tháng 1 năm 1981 đến 20 tháng 1 năm 1989. Chiều cao của bà là 5 feet 4 (1m 65)
Như chồng mình, Nancy Reagan là một nữ diễn viên, đóng phim trong mười hai bộ phim dưới nghệ danh Nancy Davis, lấy họ của cha dượng, bác sĩ phẫu thuật Loyal Davis, mẹ bà tái hôn khi bà được sáu tuổi.
Bà qua đời vào ngày 6 tháng 3 năm 2016 do suy tim tại tư gia ở Bel-Air. Joanne Drake, người đại diện của Reagan, thông báo bà sẽ được chôn cất tại Thư viện Tổng thống Ronald Reagan, ở Simi Valley, California, bên cạnh phần mộ của chồng bà yên nghỉ từ năm 2004.

## Sự nghiệp điện ảnh
- The Crippler  (1940) [phim ngắn]
- Portrait of Jennie (1948)
- The Doctor and the Girl (1949)
- East Side, West Side (1949)
- Shadow on the Wall (1950)
- The Next Voice You Hear... (1950)
- Night Into Morning (1951)
- It's a Big Country (1951)
- Talk About a Stranger (1952)
- Shadow in the Sky (1952)
- Donovan's Brain (1953)
- The Dark Wave (1956) [short]
- Hellcats of the Navy (1957)[13]
- Crash Landing (tên gốc Rescue at Sea) (1958)[14][15]